# Prowadija (gmina)
Prowadija (bułg. Община Провадия)  − gmina we wschodniej Bułgarii, w obwodzie Warna.

## Miejscowości
Miejscowości wchodzące w skład gminy Prowadija:
- Błyskowo (bułg.: Блъсково),
- Bozwelijsko (bułg.: Бозвелийско),
- Byrzica (bułg.: Бързица),
- Chrabrowo (bułg.: Храброво),
- Czajka (bułg.: Чайка),
- Czerkowna (bułg.: Черковна),
- Czernook (bułg.: Черноок),
- Dobrina (bułg.: Добрина),
- Gradinarowo (bułg.: Градинарово),
- Kiten (bułg.: Китен),
- Komarewo (bułg.: Комарево),
- Kriwnja (bułg.: Кривня),
- Kriwnja (bułg.: Манастир),
- Nenowo (bułg.: Неново),
- Owczaga (bułg.: Овчага),
- Petrow doł (bułg.: Петров дол),
- Prowadija (bułg.: Провадия) − siedziba gminy,
- Rawna (bułg.: Равна),
- Sławejkowo (bułg.: Славейково),
- Sneżina (bułg.: Снежина),
- Staroselec (bułg.: Староселец),
- Tutrakanci (bułg.: Тутраканци),
- Wenczan (bułg.: Венчан),
- Złatina (bułg.: Златина),
- Żitnica (bułg.: Житница).